# Inspektorat Zachód Armii Krajowej
Inspektorat Zachód Armii Krajowej – terenowa struktura Okręgu Poznań Armii Krajowej.

## Skład organizacyjny
Struktura organizacyjna podana za Atlas polskiego podziemia niepodległościowego:
- Obwód Nowy Tomyśl (struktura szkieletowa)
- Obwód Międzychód (struktura szkieletowa)
- Obwód Czarnków
- Obwód Wągrowiec (struktura szkieletowa)
- Obwód Oborniki (struktura szkieletowa)
- Obwód Chodzież (struktura szkieletowa)
- Obwód Szamotuły (struktura szkieletowa)